# Tabarquins
Les Tabarquins sont les habitants de l'île de Tabarka, située au nord-ouest de la Tunisie, à une vingtaine de kilomètres de l'actuelle frontière algéro-tunisienne. L'île est désormais rattachée au continent.
Cette partie de la côte nord-africaine a joui de l'exploitation de riches bancs coralliens ainsi que des ressources continentales alimentant Tabarka pour en faire un comptoir particulièrement actif. C'est pourquoi le site a attiré toutes sortes de populations qui se sont forgé une identité culturelle assez forte pour avoir survécu jusqu'à nos jours.

## Dénomination
Cette communauté se constitue à partir de divers peuplements comportant une fraction majoritaire d'origine ligure se faisant appeler Tabarchini, appellation génoise que certains ont conservé et utilisent toujours en Sardaigne. La traduction française la plus communément admise est Tabarquins ou Tabarkins tandis que Tabarquois désigne, indistinctement de leurs origines, les habitants de la ville continentale de Tabarka.

## Premiers peuplements
Le premier peuplement européen connu de l'île de Tabarka se constitue au XIIIe siècle grâce à des pêcheurs de corail pisans. Mais le rapide déclin de la république de Pise, en raison de l'ensablement progressif de son port, voit l'arrivée des Espagnols particulièrement intéressés par le commerce du corail et appréciant une place forte située sur la route des échanges commerciaux avec le Levant.
Les Espagnols érigent l'île en préside (presidio). Pendant les XIVe et XVe siècles, le préside apporte sa protection à l'occupation sporadique de corailleurs catalans et complète le dispositif défensif élaboré sous Charles Quint vis-à-vis de l'Empire ottoman.

## Intervention des Génois et émergence des Tabarquins
Le vice-roi de Sicile, représentant et gérant les intérêts de Charles Quint en Tunisie, signe en 1542 avec les banquiers génois Lomellini et Grimaldi un asiento, sorte de contrat de concession, portant sur l'exploitation du corail à Tabarka. L'asiento stipule le versement d'une confortable redevance annuelle et comporte une délégation partielle des privilèges revenant d'ordinaire à la puissance publique contractante : la mainmise génoise sur l'île repose ainsi sur une base légale. Mais l'éviction des Espagnols est surtout obtenue grâce à la supériorité commerciale des réseaux génois de distribution édifiés au Levant : leur maîtrise des circuits de commercialisation du corail fait des Génois des partenaires incontournables. Cela contribue à l'emprise exclusive et totale des Lomellini sur la vie de l'île durant deux siècles.
Cette famille, originaire de Pegli, un port voisin de Gênes, privilégie sans doute l'emploi de ses concitoyens dans les diverses activités clés de l'île. Cependant, les origines de peuplement purement génoise sont rares : les Corses, Siciliens et Ligures constitue en effet la majeure partie de la population.
Au XVIe siècle, l'île ne connaît d'occupation par des pêcheurs et quelques militaires que durant la campagne de pêche. L'établissement permanent de familles entières, qui structure la communauté tabarquine, vient par la suite.

## Limites au peuplement et premières conséquences

### Territoriales
L'exigüité de l'île — 800 mètres de long sur 500 de large — à laquelle s'ajoute l'absence d'approvisionnements suffisants (grains et eau douce notamment) ne permet à la population que de culminer à 2 000 habitants.

### Juridiques
Mariages et installations sur l'île sont subordonnés à l'autorisation du gouverneur. Ce personnage, chargé par les détenteurs des droits d'exploitation d'administrer le comptoir, va parfois jusqu'à faire figure de consul de la république de Gênes et peut compter, pour l'administration civile de l'île, sur l'appui de l'autorité ecclésiastique.

### Commerciales
Le déclin de la production de corail contribue également à réorienter en partie la vie insulaire. La pêche intensive amène par ailleurs à rechercher la ressource de plus en plus profondément et dans de moins bonnes conditions d'exploitation.
Les Tabarquins étendent par conséquent leurs activités au commerce des produits et matières premières disponibles dans l'arrière-pays et se consacrent à la rédemption (rachat d'esclaves dont la capture très lucrative prend de plus en plus d'ampleur). Quelques Tabarquins saisissent cette occasion pour s'installer à Bizerte, La Goulette et Tunis aux côtés d'autres intermédiaires commerciaux, souvent en préservant jalousement la spécificité de leur identité. À la fin du XVIIe siècle et au début du XVIIIe siècle, Tabarka et ses Tabarquins sont devenus un foyer d'émigration.

## Diaspora des Tabarquins

### Premiers départs
La pression démographique sévissant sur Tabarka amène quelques-uns de ses habitants à émigrer vers des espaces leur convenant mieux. Leurs compétences et leur connaissance du monde musulman permet à un petit nombre de s'insérer dans la vie économique de Tunis, tandis qu'une vague de plus de 400 Tabarquins va s'établir dans la première moitié du XVIIIe siècle en Sardaigne, sur l'île San Pietro dont les terres sont réparties entre les familles de ces pionniers. Leur effectif est renforcé par les réfugiés et les libérations d'esclaves, notamment ceux capturés à la suite de l'attaque de Tabarka par le bey de Tunis.

### Assaut de l'île
En effet, ce dernier, apprenant que des tractations secrètes sont entamées entre Génois et Français en vue de la cession de l'île, prend ombrage de ce qu'il considère comme une atteinte à sa souveraineté : il attaque Tabarka le 19 juin 1741 avec une flottille. L'île est dévastée et plus de 800 personnes sont faites prisonnières ; d'autres se réfugient dans les comptoirs voisins (La Calle et Cap Negro). Le comptoir génois ne se remettra jamais de cette agression, en dépit de quelques timides sursauts.

### Esclavage et piraterie
Peu de Tabarquins peuvent s'acquitter de la rançon demandée pour leur libération car c'est le plus souvent aux captifs qu'incombe cette charge. Ils y parviennent parfois grâce à la liquidation de leurs biens. En effet, les liens avec la terre d'origine se sont distendus et n'incitent guère les puissances européennes et les familles lointaines à être très actives dans la rédemption de leurs sujets ou parents. Néanmoins, le rançonnage d'esclaves prend le pas sur les activités commerciales traditionnelles. Il reflète l'antagonisme des puissances européennes avec l'Empire ottoman et contribue à façonner l'identité tabarquine.

## Bases de repli
Après la destruction du comptoir, le système des alliances familiales et l'appartenance à une communauté aide largement la survie des réfugiés tabarquins tout en façonnant leur groupe social.

### Tunisie
Faute d'avoir pu maintenir leurs racines européennes, un petit nombre de rescapés demeure quelque temps sur l'île de Tabarka. Certains peuvent bénéficier des réseaux d'entraide tissés avec des familles de même appartenance, antérieurement implantées en Tunisie continentale. L'intégration est parfois passée par la conversion à l'islam ou en tous cas par l'intelligence de l'altérité. Les capacités de secours des réseaux d'entraide ont été entretenues par la stratégie des mariages et par l'affirmation d'une identité spécifique conférant aux communautés tabarquines leur cohésion.

### Sardaigne
La Sardaigne reste le lieu du plus important regroupement de Tabarquins. L'île San Pietro, puis l'îlot voisin de Sant'Antioco près des côtes sardes, accueillent les vagues successives de réfugiés libérés de captivité. Assez mal défendus, ils subissent néanmoins jusqu'au début du XIXe siècle les razzias des pirates et corsaires d'Afrique du Nord. Beaucoup de Tabarquins doivent alors se reconvertir à leur arrivée en agriculteurs ou pêcheurs de thon. De nos jours, l'insuffisance de débouchés professionnels incite la population à rechercher un emploi ailleurs, entraînant une diminution de la population.

### Corse
En Corse, restée sous tutelle génoise jusqu'en 1768, la ville de Bonifacio, déjà impliquée dans la pêche du corail, absorbe sans difficultés quelques familles tabarquines. Leur assimilation ne semble avoir posé aucune difficulté, avec pour seul  prix l'oubli de leur passé africain, assez banal car beaucoup de Corses ont été actifs dans les divers comptoirs du nord de l'Afrique.

### Espagne
Un îlot situé en face d'Alicante est fortifié sur les ordres de Charles III d'Espagne et peuplé d'esclaves rachetés par la couronne espagnole. Le but recherché est de priver les pirates, opérant à partir d'Alger, d'une base d'appui pour leurs coups de main effectués sur les côtes espagnoles. L'îlot, rebaptisé Nueva Tabarca puis Tabarca de nos jours, ne conserve que son nom comme trace tangible de son origine tabarquine. Sa population s'est complètement fondue dans la culture hispanique, ayant complètement changé leur langue à la suite de deux ans passés sur place. Ils parlent le catalan (valencià alacantí) jusqu'à présent.

## Survivances culturelles contemporaines
L'identité tabarquine a trouvé un cadre favorable à sa préservation dans les îles San Pietro et Sant'Antioco, sur la côte sarde. Le parler génois, le tabarquin, y est toujours utilisé de nos jours. Il semble d'ailleurs qu'une volonté politique se dessine pour préserver ce particularisme.
La cuisine tabarquine conserve de son passé tunisien un plat, le cascà, consistant en un couscous où les légumes prédominent. La pêche au thon n'est plus une activité économique stratégique pour l'île. Néanmoins, la « matanza », technique de pêche archaïque ayant également survécu à Sidi Daoud, reste chaque année une attraction touristique majeure.
Une procession annuelle de la Madonna dello schiavo (Vierge des esclaves) commémore encore la capture et la mise en esclavage de nombreux Tabarquins par les corsaires tunisiens en 1798.